# Lipotriches digitata
Lipotriches digitata là một loài Hymenoptera trong họ Halictidae. Loài này được Friese mô tả khoa học năm 1909.